# John Candy

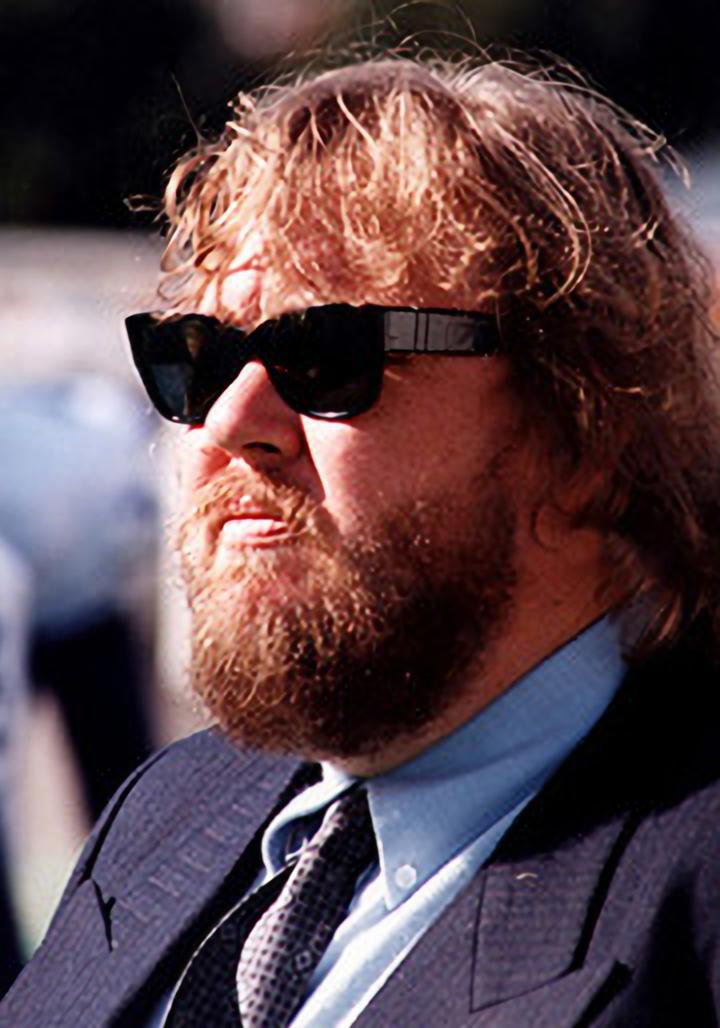
John Candy im September 1993

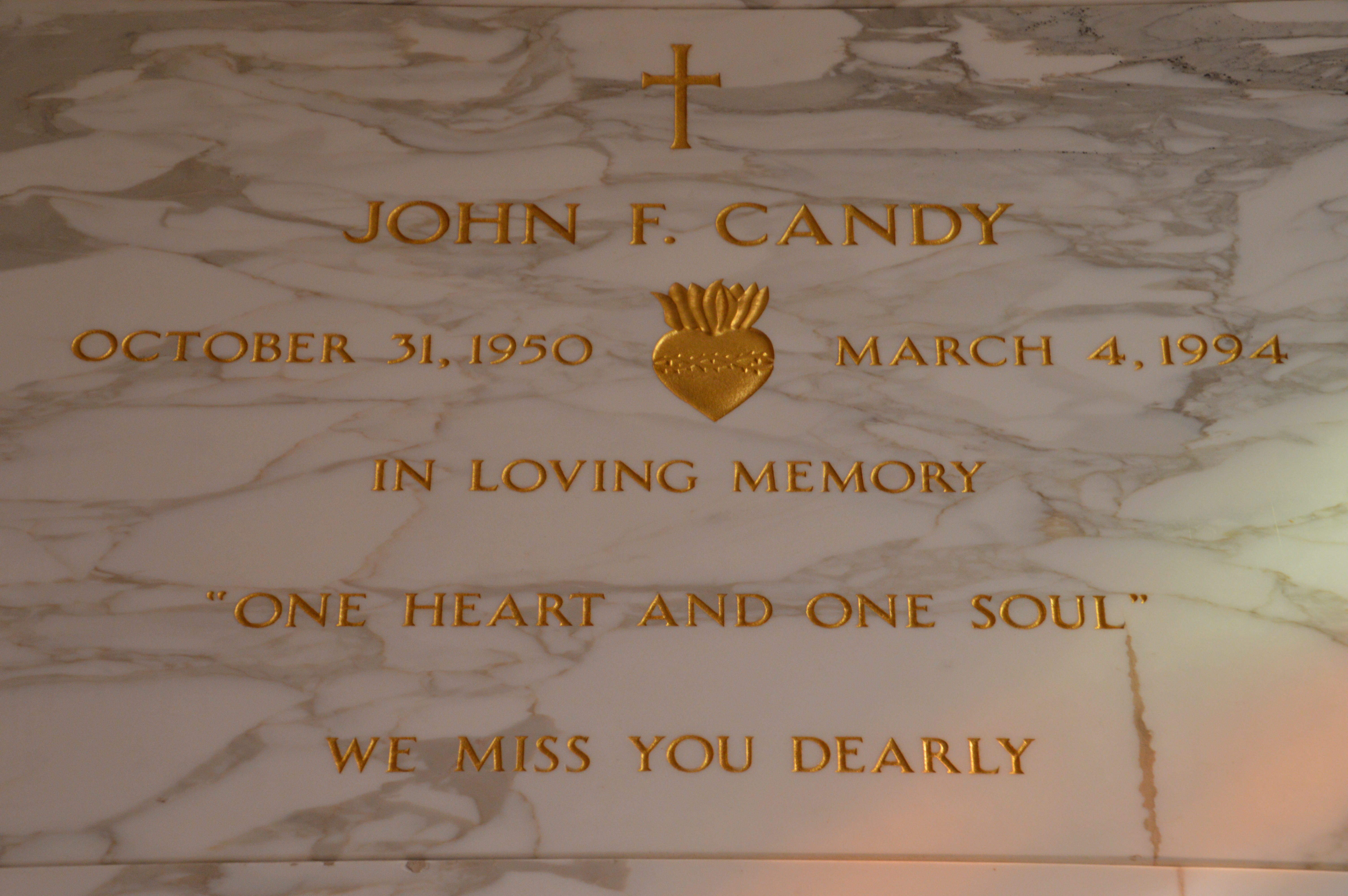
Grab von John Candy / Holy Cross Cemetery / Culver City, Los Angeles County

John Franklin Candy (* 31. Oktober 1950 in Newmarket, Ontario, Kanada; † 4. März 1994 in Victoria de Durango, Durango, Mexiko) war ein kanadischer Komiker und Schauspieler.

## Leben
Nach seinem Schulabschluss war Candy Mitglied der Comedy-Truppe Toronto’s Second City Troup. 1976 wurde er durch die Fernsehsendung Second City Television auch in den Vereinigten Staaten bekannt. Ein Angebot der TV-Show Saturday Night Live lehnte er aus Rücksicht auf seine Kollegen ab. Ab den späten 1970er Jahren wirkte er in zahlreichen Hollywood-Komödien mit und wurde zu einem der beliebtesten Komiker der USA. In der Regel spielte er liebenswerte Charaktere, die in ungewöhnliche Situationen geraten.
1982 und 1983 gewann Candy, geteilt mit anderen, Emmy-Awards für Drehbücher der Serie SCTV Network 90. 1995 erhielt er einen Gemini Award.
Zu seinen bekanntesten Filmen zählen Kevin – Allein zu Haus, Ein Ticket für Zwei, Blues Brothers, Mel Brooks’ Spaceballs, Splash – Eine Jungfrau am Haken, Allein mit Onkel Buck und Cool Runnings – Dabei sein ist alles. Daneben versuchte er sich hin und wieder auch in ernsthaften Rollen, wie zum Beispiel in Oliver Stones JFK – Tatort Dallas.
Einem jungen Publikum wurde er außerdem durch die Zeichentrickserie Camp Candy (1989–1992) bekannt. Dort sprach er eine fiktionalisierte Version seiner selbst als gutmütiger Leiter eines Ferienlagers.
Am 4. März 1994 starb John Candy im Alter von nur 43 Jahren bei Dreharbeiten zu dem Film Wagons East! in Mexiko an einem Herzinfarkt. 1955 war bereits sein Vater mit 35 Jahren an einem Herzinfarkt gestorben. Der stark übergewichtige Schauspieler hatte sich – trotz der Warnungen seiner Ärzte – stets geweigert, abzunehmen, da er seinen Erfolg vor allem auf sein äußeres Erscheinungsbild zurückführte. Außerdem war Candy starker Raucher. Seine Beerdigung wurde live im kanadischen Fernsehen übertragen.
Von 1979 bis zu seinem Tod war er mit Rosemary Margaret Hobor verheiratet. Er hinterließ eine Tochter und einen Sohn. Candy wurde auf dem Holy Cross Cemetery in Culver City, Kalifornien beigesetzt.

## Filmografie
- 1972: Cucumber (Fernsehserie)
- 1972: Polizeiarzt Simon Lark (Dr. Simon Locke, Fernsehserie)
- 1973: College-Liebe (Class of ’44)
- 1974: The ABC Afternoon Playbreak (Fernsehserie)
- 1974: Dr. Zonk and the Zunkins (Fernsehserie)
- 1975: Mad Wurst (It Seemed Like a Good Idea at the Time)
- 1976: Tunnel Vision
- 1976: Police Epidemy (Find the Lady)
- 1976: The Clown Murders
- 1976: The David Steinberg Show (Fernsehserie)
- 1976: Alle entführen Victoria (Find the Lady)
- 1976: 90 Minutes Live (Fernsehserie)
- 1976–1977: Coming Up Rosie (Fernsehserie)
- 1976–1979: Second City TV (Fernsehserie)
- 1977: King of Kensington (Fernsehserie)
- 1978: Dein Partner ist der Tod (The Silent Partner)
- 1979: Ein irres Paar (Lost and Found)
- 1979: 1941 – Wo bitte geht’s nach Hollywood (1941)
- 1980: Killer aus dem Dunkel (Double Negative)
- 1980: Kavik, der Schlittenhund (The Courage of Kavik, the Wolf Dog, Fernsehfilm)
- 1980: Blues Brothers
- 1981: Erzählungen aus dem hohen Norden (Jack London’s Tales of the Klondike, Fernsehserie)
- 1981: Ich glaub’ mich knutscht ein Elch! (Stripes)
- 1981: Heavy Metal (Stimme)
- 1981–1983: SCTV Network 90 (Fernsehserie)
- 1983: Die schrillen Vier auf Achse (National Lampoon’s Vacation)
- 1983: Auf die Bäume, ihr Affen (Going Berserk)
- 1983: SCTV Channel (Fernsehserie)
- 1984: The New Show (Fernsehserie)
- 1984: Splash – Eine Jungfrau am Haken (Splash)
- 1985: Martin Short: Concert for the North Americas (Kurzfilm)
- 1985: The Canadian Conspiracy (Fernsehfilm)
- 1985: The Last Polka (Kurzfilm)
- 1985: Zum Teufel mit den Kohlen (Brewster’s Millions)
- 1985: Bibos abenteuerliche Flucht (Sesame Street Presents: Follow that Bird)
- 1985: Ein total verrückter Urlaub (Summer Rental)
- 1985: Alles hört auf mein Kommando (Volunteers)
- 1986: Zwei unter Volldampf (Armed and Dangerous)
- 1986: Der kleine Horrorladen (Little Shop of Horrors)
- 1987: Really Weird Tales (Fernsehfilm)
- 1987: Mel Brooks’ Spaceballs (Spaceballs)
- 1987: Ein Ticket für Zwei (Planes, Trains & Automobiles)
- 1988: She’s Having a Baby
- 1988: Great Outdoors – Ferien zu dritt (The Great Outdoors)
- 1989: Heiß auf Trab (Hot to Trot, Stimme)
- 1989: The Rocket Boy (Fernsehfilm)
- 1989: Wer ist Harry Crumb? (Who’s Harry Crumb?)
- 1989: Cannonball Fieber – Auf dem Highway geht’s erst richtig los (Speed Zone!)
- 1989: Allein mit Onkel Buck (Uncle Buck)
- 1989–1992: Camp Candy (Trickfilmserie)
- 1990: Ärger mit Eduard (Masters of Menace)
- 1990: The Dave Thomas Comedy Show (Fernsehserie)
- 1990: Kevin – Allein zu Haus (Home Alone)
- 1990: Bernard und Bianca im Känguruland (The Rescuers Down Under, Stimme)
- 1990: Donald der Superstar
- 1991: Valkenvania – Die wunderbare Welt des Wahnsinns (Nothing But Trouble)
- 1991: Kevins Cousin allein im Supermarkt (Career Opportunities)
- 1991: Jack allein im Serienwahn, auch: Des Wahnsinns fette Beute (Delirious)
- 1991: Mama, ich und wir zwei (Only the Lonely)
- 1991: JFK – Tatort Dallas (JFK)
- 1992: Shelley Duvall’s Bedtime Stories (Stimme)
- 1992: Es war einmal ein Mord – 7 Gauner und ein Dackel (Once Upon a Crime …)
- 1992: Boris und Natasha – Dümmer als der CIA erlaubt
- 1993: Der Durchstarter (Rookie of the Year)
- 1993: Cool Runnings – Dabei sein ist alles (Cool Runnings)
- 1994: Lieber Alaska als diese Frau (Hostage for a Day)
- 1994: Wagons East!
- 1995: Unsere feindlichen Nachbarn (Canadian Bacon)